# 오석완
오석완(吳碩完, 1894년 3월 14일~1933년 5월 16일)은 한국의 독립운동가이다.

## 생애
대한통의부 소속으로 조인현(趙仁賢/吳海龍), 이중산(李中山)과 함께 군산으로 밀파되어 관공서 및 은행 등 일제의 착취 기관 파괴하는 활동을 벌였다.
1927년, 일본 경찰에 체포되어 8개월의 징역형을 선고받고 수감되었다.